# Тамянка (цвете)
 Тази статия е за цветето Тамянка.  За сорта грозде вижте Тамянка.  
Тамянка (Cistus salviifolius L.) е вид растение от семейство лавданови (Cistaceae). Вписано е в Червената книга на България като застрашен вид.

## Описание
Този храст или полухраст достига средно на височина до 30 – 60 cm, максимум до 100 cm. Стъблата са изправени или лежащи, звездовидновлакнести. Има овални зелени листа, дълги от 1 до 4 cm, и къса дръжка – от 2 до 4 mm. Цветовете са единични, рядко по 2–4. Венчелистчетата са дълги 18–25 mm, бели, в основата с лимоненожълто петно.
Размножава се със семена и вегетативно, опрашва се от насекоми, особено пчели. Периодът на цъфтеж продължава от април до май. Плодът е петоъгълна капсула, с дължина от 5 до 7 mm.

## Разпространение
Вирее по сухи припечни тревисти и каменливи места. Популацията на вида е малочислена, но възобновителните му възможности са като цяло добри.
Разпространено е в Югозападна Европа, Балкански полуостров, Азия, Африка, а в България – по Черноморското крайбрежие, Странджа (селата Бродилово, Българи, Кости, Граматиково, резерват „Узунбуджак“). Вирее от морското равнище до около 300 m н. в., а в крайморските Маритимски Алпи стига до 1200 m н. в.
Защитен вид е съгласно Закона за биологичното разнообразие. Част от популациите са на територията на природен парк „Странджа“, резерват „Узунбуджак“ и защитена местност „Силистар“. Находищата на вида са в защитена зона от Европейската екологична мрежа НАТУРА 2000 в България.